# Terminus Est
 (juillet 2018).
Si vous disposez d'ouvrages ou d'articles de référence ou si vous connaissez des sites web de qualité traitant du thème abordé ici, merci de compléter l'article en donnant les références utiles à sa vérifiabilité et en les liant à la section « Notes et références ».

Le Terminus Est est un Grand hôtel parisien construit à Paris par l'architecte Arsène Lejeune au tout début du XXe siècle dans le style propre à cette époque, juste en face de la gare de l'Est, d'où son nom. Il est autant remarquable par ses décorations de pierre que par ses vastes proportions, inhabituelles alors. 

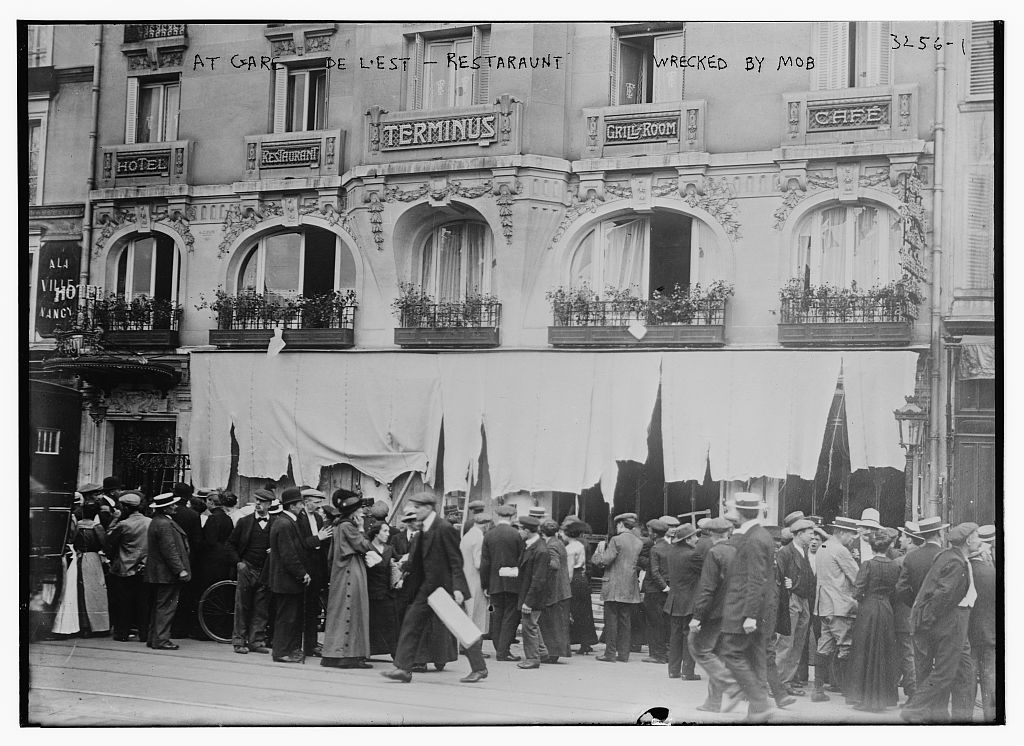
Mise à sac du restaurant de l'Hôtel Terminus, non daté

Il a longtemps appartenu à la famille de Joseph Denoyer, qui a supervisé sa construction de 1911 à 1958.
Cet hôtel racheté en 1998 par la CGHS (Vivendi) a été entièrement rénové puis commercialisé sous les enseignes Libertel, Mercure et maintenant (2009) Holiday Inn.